# Bonagere, Nagamangala
Bonagere là một làng thuộc tehsil Nagamangala, huyện Mandya, bang Karnataka, Ấn Độ.